# Bombarder torpediner

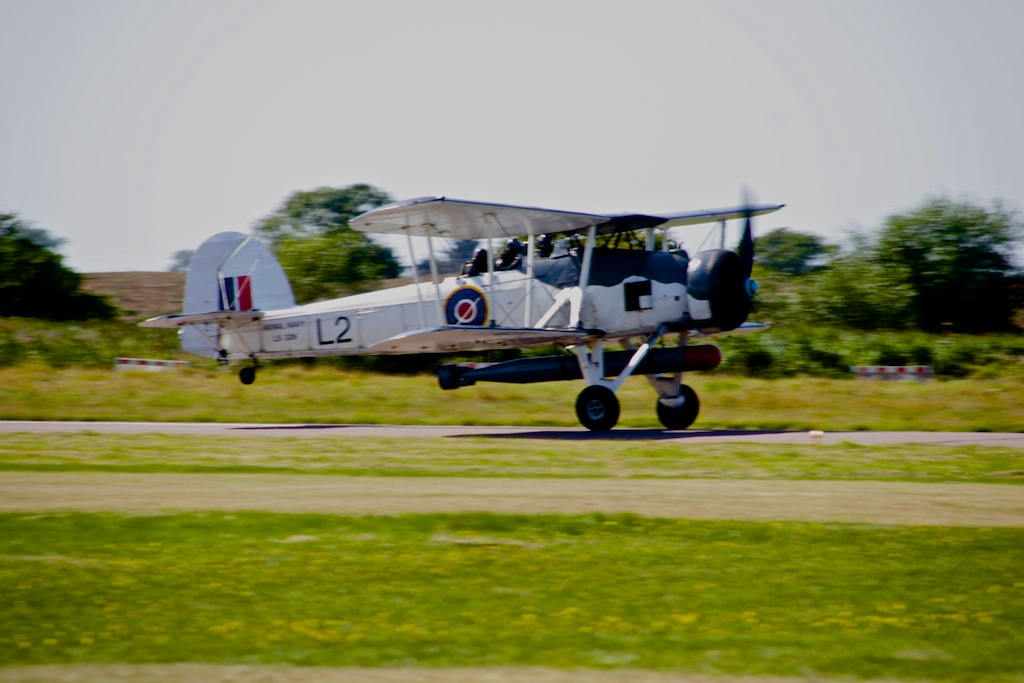
Un Fairey Swordfish portant un torpede de pega

Un bombarder torpediner és un avió militar dissenyat principalment per atacar vaixells amb torpedes aeris. Els torpediners van aparèixer just abans de la Primera Guerra Mundial gairebé tan bon punt es van construir avions capaços de transportar el pes d'un torpede, i van continuar sent un tipus d'avió important fins que van quedar obsolets pels míssils antivaixell. Van ser un element important en moltes batalles famoses de la Segona Guerra Mundial, en particular l'atac britànic a Tàrent, l'enfonsament del cuirassat alemany Bismarck, l'enfonsament del cuirassat britànic HMS Prince of Wales i el creuer de batalla britànic HMS Repulse i l'atac japonès a Pearl Harbor.

## Tipus

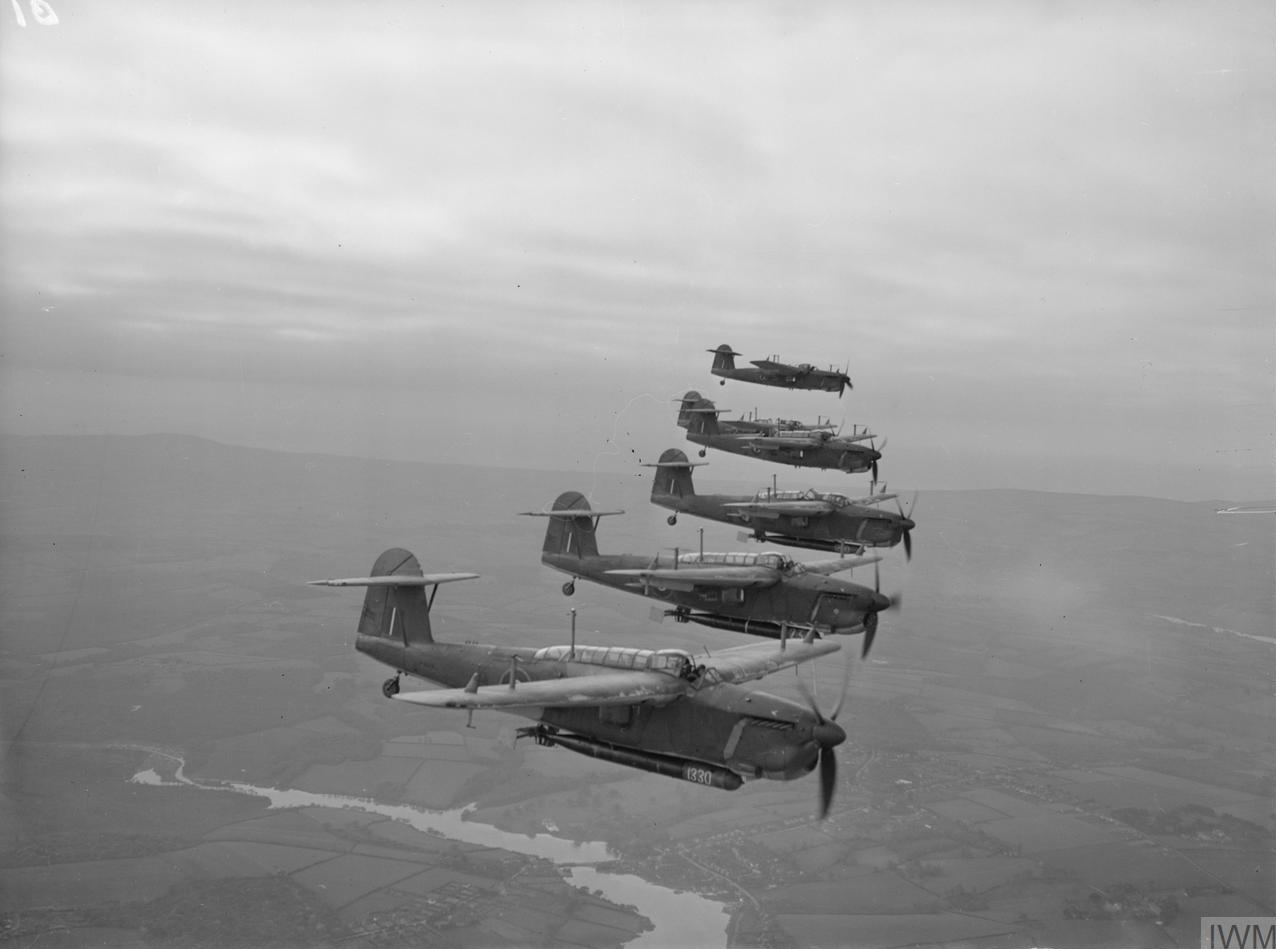
Una formació de Fairey Barracudas durant la Segona Guerra Mundial.

Els torpediners van aparèixer immediatament abans de la Primera Guerra Mundial. En general, portaven torpedes dissenyats específicament per al llançament aeri, que eren més petits i lleugers que els utilitzats pels submarins i els vaixells de guerra de superfície. No obstant això, com que un torpede aerotransportat podia pesar fins a 2.000 lliures (910 kg), més del doble de la càrrega de bombes dels bombarders d'un sol motor contemporanis, l'avió que el transportava normalment havia d'estar especialment dissenyat per a aquest propòsit. Molts dels primers torpediners eren hidroavions, com el Short 184 (el primer avió que va enfonsar un vaixell amb un torpede), i el tren d'aterratge va haver de ser redissenyat perquè el torpede pogués ser llançat des de la línia central de l'avió.
Mentre que molts torpediners eren avions d'un sol motor, alguns avions multimotor també s'utilitzaren com a torpediners, amb el Mitsubishi G3M Nell i el Mitsubishi G4M Betty, que participaren en l'enfonsament de l'HMS Prince of Wales i Repulse. Altres avions bimotors o trimotors dissenyats o utilitzats com a torpediners inclouen el Mitsubishi Ki-67, el Savoia-Marchetti SM.79 "Sparviero", el CANT Z.1007, el Bristol Beaufort i el Bristol Beaufighter ("Torbeau"), el Junkers Ju 88, el Heinkel He 111, el B-25 Mitchell i molts altres.
Alguns avions a reacció de la postguerra (com l'Iliuixin Il-28T) van ser adaptats com a torpediners a finals dels anys 40 i 50. L'últim atac de torpediners conegut el van fer els Skyraiders de la Marina dels Estats Units contra la presa de Hwacheon durant la Guerra de Corea. La Força Aèria de Corea del Nord finalment va retirar els últims torpediners operatius del món a la dècada de 1980.
En un desenvolupament paral·lel, molts avions i helicòpters d'atac marítim han estat capaços de llançar torpedes guiats; tanmateix, generalment no se'ls coneix com a torpediners a causa de les seves capacitats de detecció i seguiment molt més grans, encara que segueixen sent tan capaços de fer atacs a vaixells de superfície com a submarins.

## Història
Molts estats majors de la marina van començar a apreciar la possibilitat d'utilitzar avions per llançar torpedes contra vaixells amarrats en el període anterior a la Primera Guerra Mundial. El capità Alessandro Guidoni, un capità naval italià, va experimentar amb la caiguda de pesos des d'un Farman MF.7 el 1912. la qual cosa va portar a Raúl Pateras Pescara i Guidoni a desenvolupar un bombarder torpediner dissenyat específicament des del qual es va llançar un torpede maniquí de 375 lliures el febrer de 1914 quan l'aeronau va abandonar el seu treball poc després que l'avió mostrés un rendiment inadequat. L'almirall Bradley A. Fiske de la Marina dels Estats Units va obtenir una patent el 1912 per a un avió que transportava torpedes titulada "Mètode i aparell per lliurar torpedes submarins des d'aeronaus ". Va suggerir que els avions atacarien de nit. Winston Churchill, com a primer lord de l'Almirallat des d'octubre de 1911 fins al maig de 1915, va ser un ferm defensor del poder aeri naval. Va establir el Royal Naval Air Service l'abril de 1912 i va prendre classes de vol per fomentar el desenvolupament de l'aviació. Churchill va ordenar a la RNAS que dissenyés observadors de reconeixement i torpediners per a la flota.

### Els primers torpediners

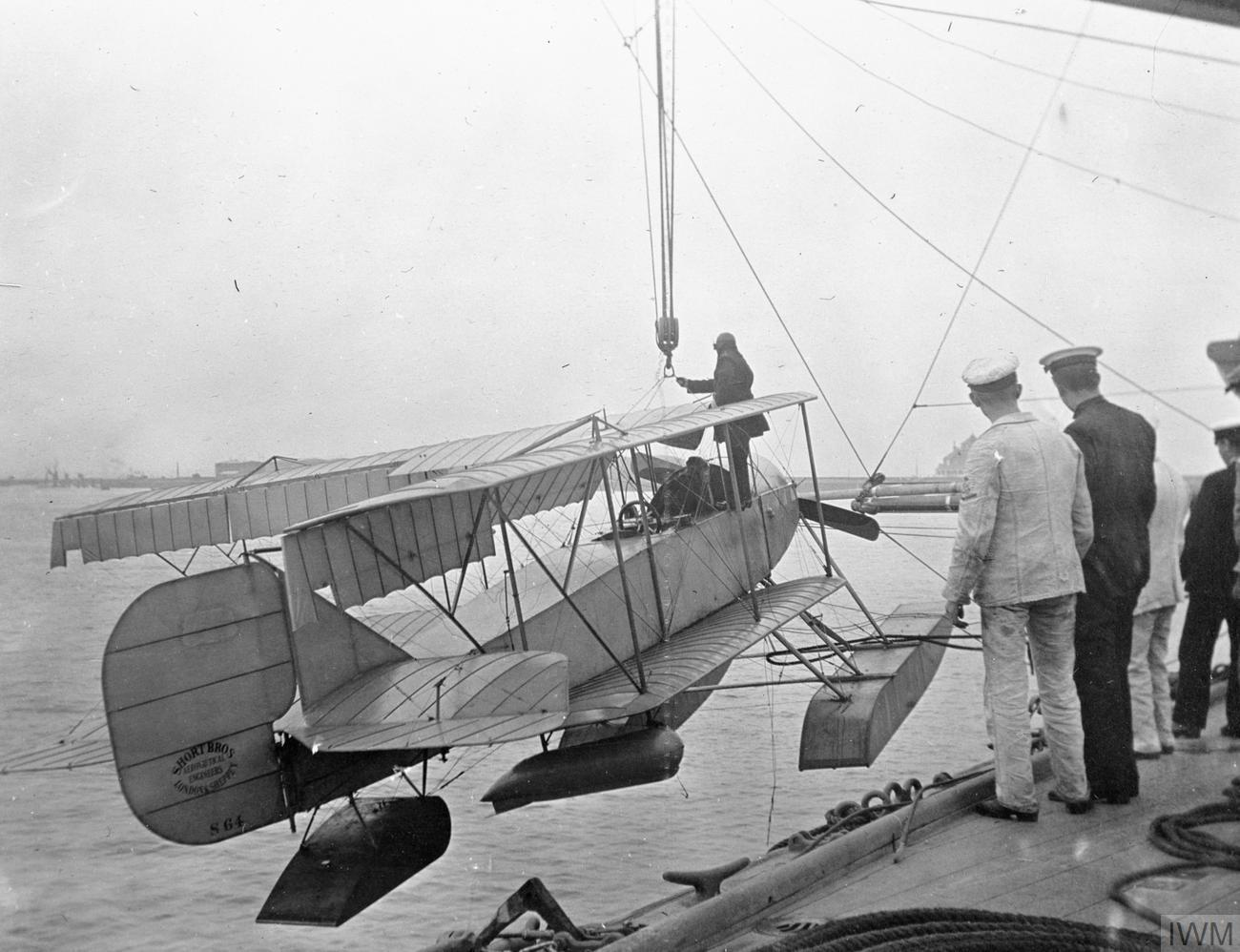
Short Folder 81 sent hissat a bord del creuer HMS Hermes

L'Almirallat britànic va ordenar el hidroavió biplà Short Admiralty Type 81 com a avió de reconeixement. Va volar per primera vegada el juliol de 1913 i es va carregar a bord del creuer HMS Hermes, que s'havia convertit per convertir-se en el primer transport d'hidroavions de la Royal Navy. Quan el rival Sopwith Special, dissenyat des del principi com un bombarder torpediner, no va poder aixecar la seva càrrega útil de l'aigua, Shorts va convertir el Type 81 per portar torpedes el juliol de 1914, just abans de l'esclat de la Primera Guerra Mundial.
El 28 de juliol de 1914, Arthur Longmore va llançar el primer torpede aeri, un torpede de 14 polzades de 810 lliures, des d'un Type 81 a la Royal Naval Air Station Calshot. Els cables de suport dels flotadors es van moure per permetre que el torpede es transportés per sobre de l'aigua i es va utilitzar un mecanisme d'alliberament ràpid especialment dissenyat.
El primer avió dissenyat des del principi com a bombarder torpedero va ser el hidroavió biplà de cinc places AD Seaplane Type 1000 o AD1. Tanmateix, va resultar ser un fracàs. Quan el prototip construït per J. Samuel White des de l'illa de Wight va volar per primera vegada el juny de 1916, es va trobar que era massa pesat i els seus puntals de flotador massa febles per a les operacions. La resta de comandes es van cancel·lar.

### Primera Guerra Mundial

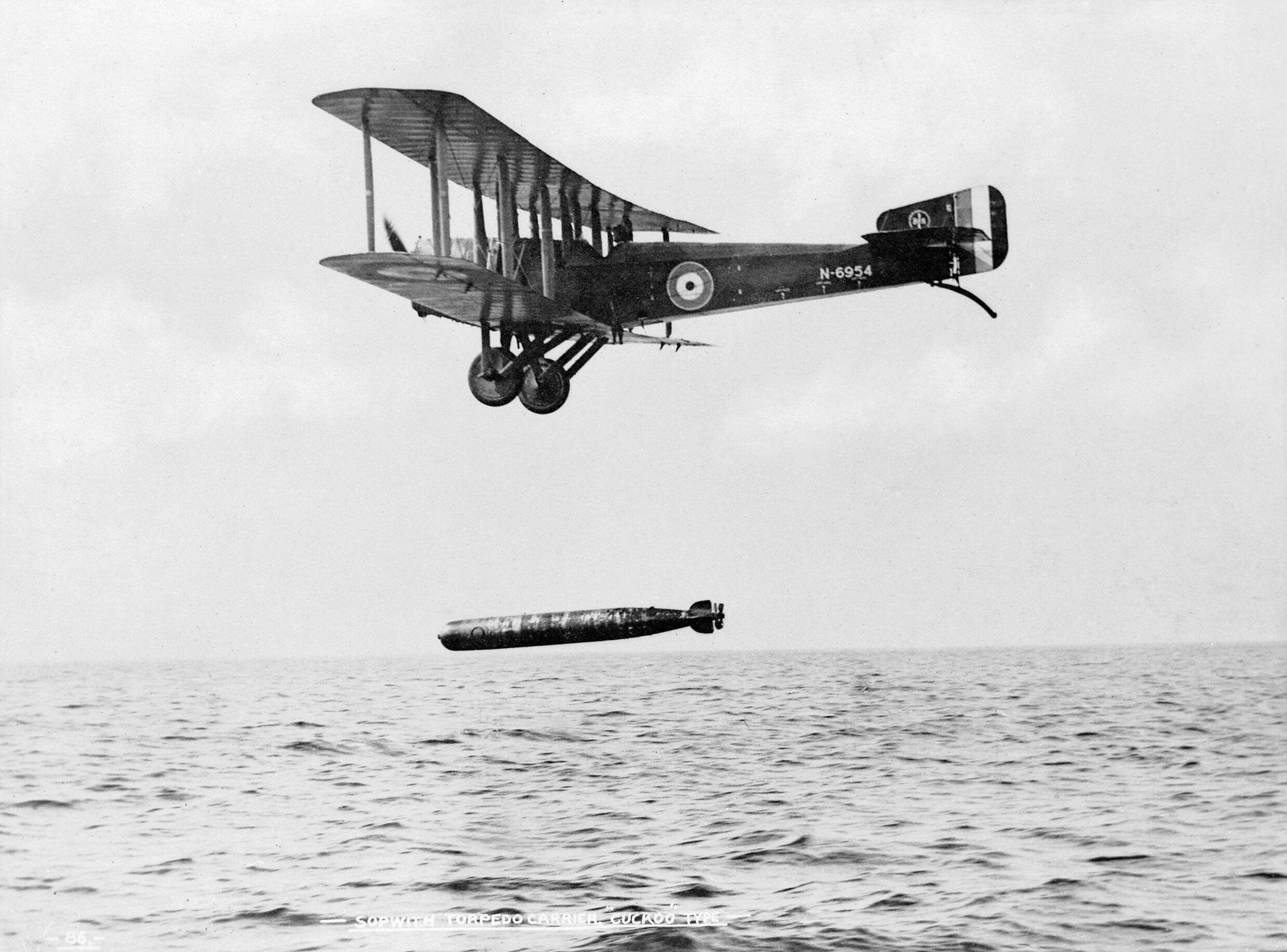
Un Sopwith Cuckoo llançant un torpede aeri durant la Primera Guerra Mundial

El 12 d'agost de 1915, un hidroavió torpedero del Short 184 del Royal Naval Air Service va enfonsar un mercant turc al mar de Màrmara. Operava des del HMS Ben-my-Chree, un portahidroavions convertit en ferri. Equipat amb un hangar d'avions, Ben-my-Chree es va utilitzar per transportar fins a sis biplans amb les ales plegades cap enrere per reduir l'espai de transport.
Aquest va ser el primer vaixell enfonsat per un torpede llançat per aire. Cinc dies més tard, també va ser enfonsat un altre vaixell que proveïa les forces turques a la campanya de Gal·lípoli contra les tropes britàniques, australianes i neozelandeses.
La producció del Short 184 va continuar fins després de l'armistici de l'11 de novembre de 1918, amb un total de 936 construïts per diversos fabricants. Va servir en vuit marines, inclosa la Marina Imperial Japonesa, que les va construir sota llicència.
El primer bombarder torpediner dissenyat per operar des de portaavions va ser el Sopwith Cuckoo. Va ser volat per primera vegada el juny de 1917, va ser dissenyat per enlairar dels nous portaavions de la Royal Navy, però va haver d'aterrar en un camp d'aviació perquè els cables de parada, necessaris per aturar un avió durant l'aterratge en un vaixell, encara no s'havien perfeccionat. L'Almirallat planejava utilitzar cinc portaavions i 100-120 Cuckoos per atacar la flota alemanya d'alta mar, que s'havia refugiat a Kiel des de la batalla de Jutlàndia el 1916, però quan la guerra va acabar només s'havien completat 90 Cuckoos.
El bombarder pesat bimotor Vickers Vimy va ser dissenyat per bombardejar ciutats alemanyes en retribució pels atacs aeris alemanys a Anglaterra. Va arribar massa tard als esquadrons a França per tenir un paper en la Primera Guerra Mundial. Si la guerra hagués continuat, s'hauria desplegat com a torpediner.

### Anys d'entreguerres

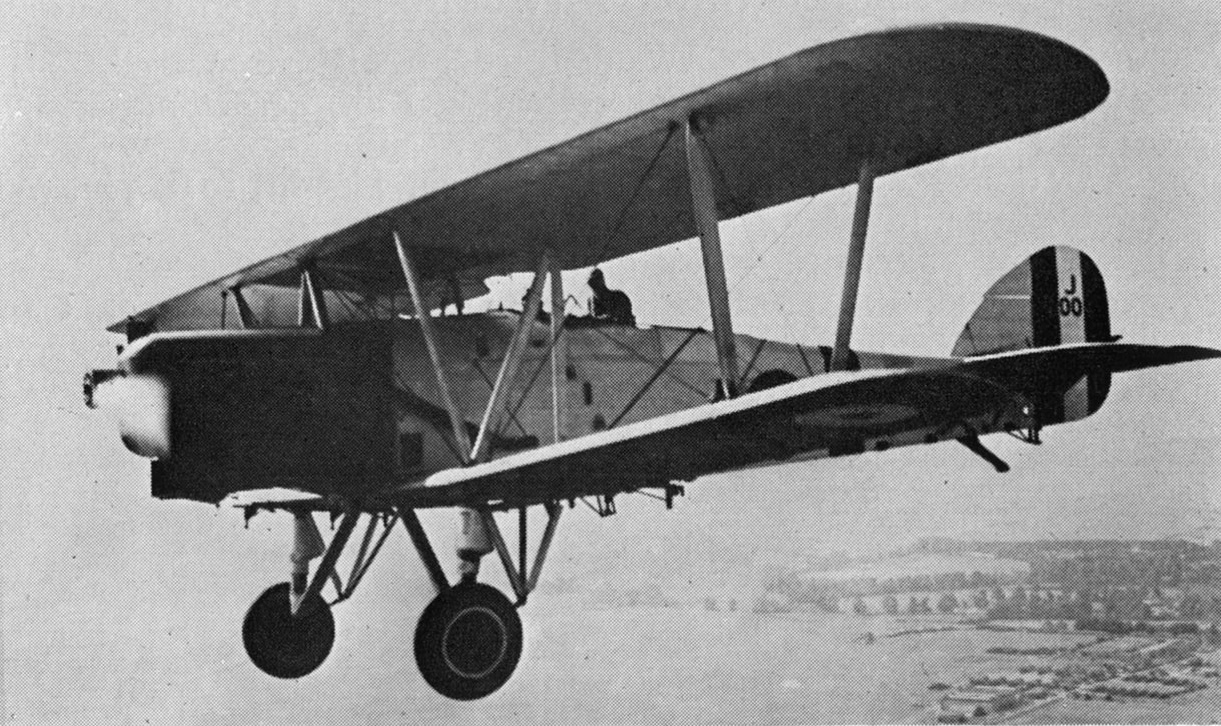
El Hawker Horsley

De les principals nacions marítimes, només la Gran Bretanya, el Japó i els Estats Units van desenvolupar torpediners transportats per portaavions després que les hostilitats cessessin a Europa. Inicialment, el Japó va comprar tant vaixells com avions a Gran Bretanya, ja que la Marina Imperial Japonesa es va modelar a la Royal Navy. Dels tres, només Gran Bretanya i Japó també van percebre la necessitat de torpediners terrestres, tot i que un nombre seria desenvolupat per altres països. Vorejats per oceans contra qualsevol possible enemic, els Estats Units van ignorar el desenvolupament dels bombarders torpediners d'avions terrestres.
El primer avió terrestre dissenyat específicament com a torpediner va ser el Hawker Horsley. A mitjans de la dècada de 1930, s'estaven desplegant els torpediners que començarien la Segona Guerra Mundial. El Fairey Swordfish va volar per primer cop el 1934, el Douglas TBD Devastator i el Mitsubishi G3M (Nell) el 1935 i el Nakajima B5N (Kate) i el Bristol Beaufort un any després.

### Segona Guerra Mundial

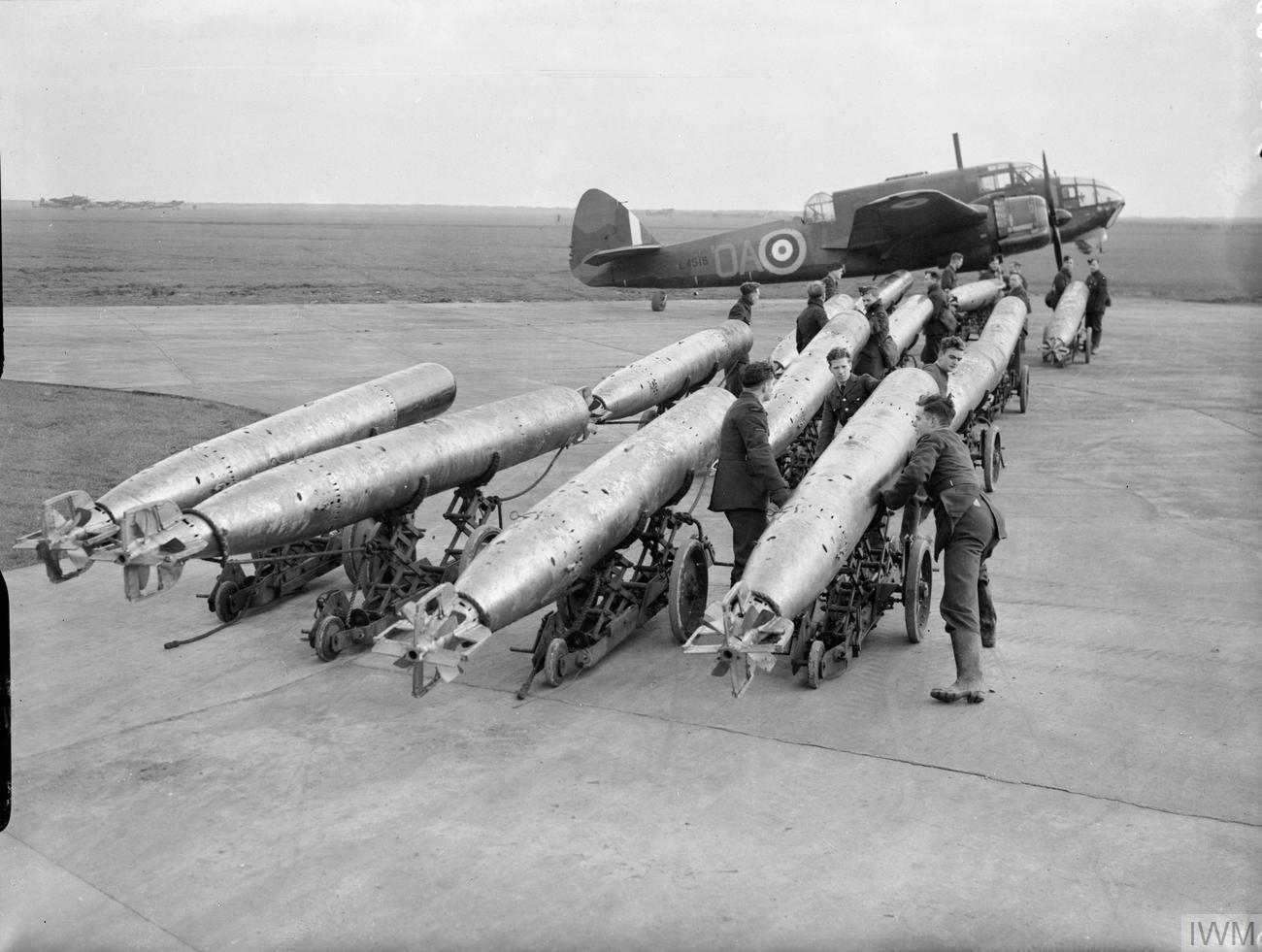
Un Bristol Beaufort carregat amb torpedes

Fins i tot abans de l'esclat de la Segona Guerra Mundial, la Royal Navy havia estudiat l'amenaça a la Mediterrània que representava la flota italiana, que tenia la seva base avançada al nou port de Tàrent, al "taló" d'Itàlia. El capità Lumley Lyster del portaavions Glorious va proposar que els seus torpediners Fairey Swordfish poguessin llançar un atac nocturn contra Tàrant. En aquell moment, la Royal Navy era l'única força del món amb aquesta capacitat. El Swordfish, un biplà de tres places, semblava antic, però la seva baixa velocitat de parada el convertia en una plataforma ideal per llançar torpedes a les aigües poc profundes de Tàrent. Els torpedes es van adaptar amb cables de filferro connectats al morro i aletes de fusta a la cua per frenar la seva caiguda i fer un impacte poc profund amb l'aigua, que tenia només 12 m (39 peus) de profunditat.

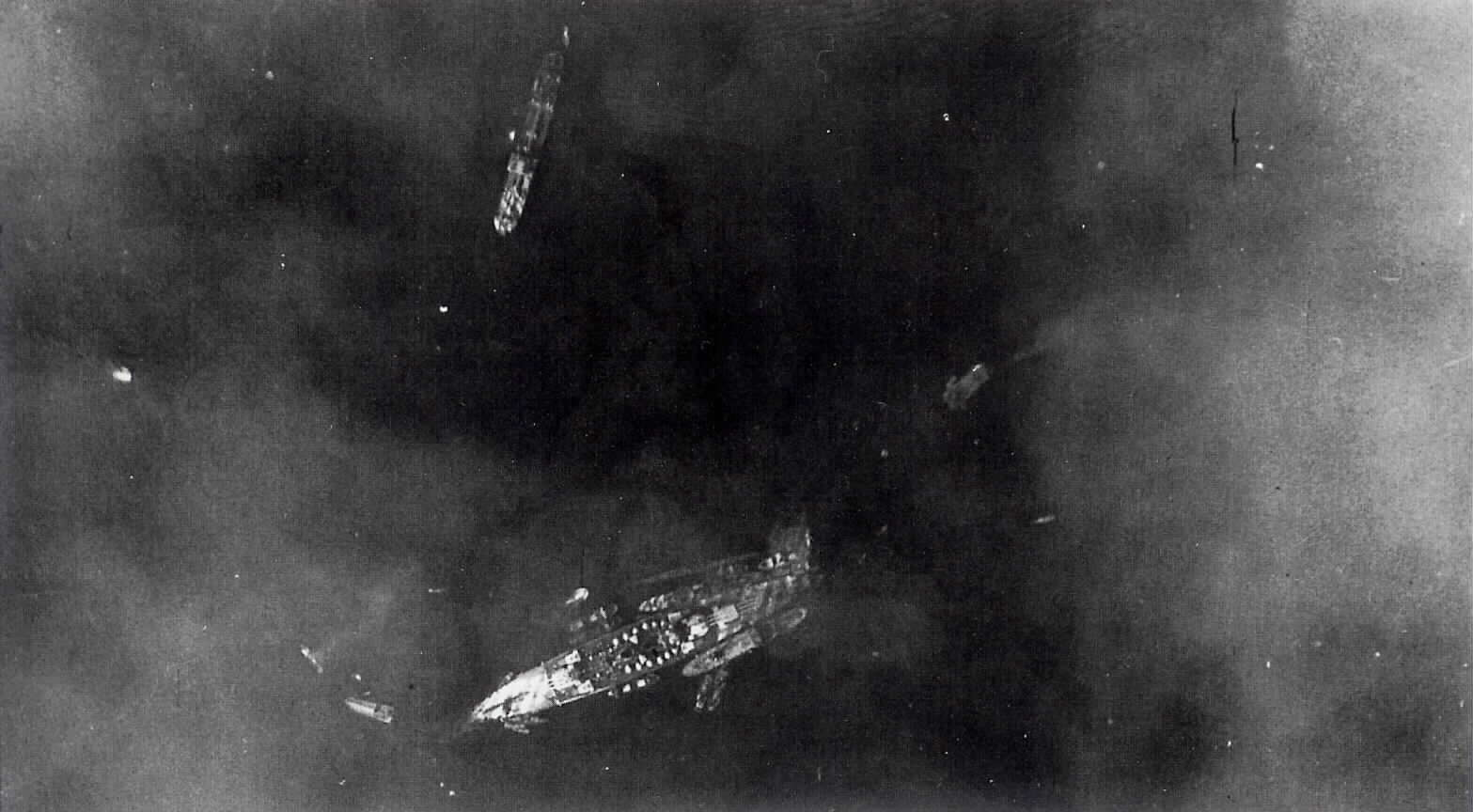
El cuirassat Littorio danyat després de l'atac de Tàrent

La nit de l'11 de novembre de 1940, 21 Swordfish va abandonar el nou portaavions HMS Illustrious. Alguns portaven bombes i bengales, però la força principal portava torpedes. Les maniobres britàniques i la manca de radar dels italians van permetre als britànics sorprendre la mal preparada flota italiana fondejada a Tàrent. Tres cuirassats van quedar fora de combat, la meitat de la flota italiana, per la pèrdua de dos Swordfishs. Dos aviadors van morir i dos més capturats. L'endemà, els cuirassats italians restants es van retirar a Nàpols, cedint el control de la Mediterrània als britànics.
El 6 d'abril de 1941, un sol Bristol Beaufort pilotat per l'Oficial de Vol Kenneth Campbell va atacar el cuirassat alemany Gneisenau al port de Brest a Bretanya, on ell i el seu vaixell germà, el Scharnhorst, es refugiaven sota una gran quantitat de canons antiaeris. Els altres cinc Beaufort de la missió no es van trobar a causa del mal temps. Campbell va rebre una Creu Victòria pòstuma per llançar el seu atac de torpedes en solitari, que va deixar Gneisenau fora de joc durant sis mesos.
A les 19.00 hores del 26 de maig de 1941, es van llançar quinze Fairey Swordfish des del portaavions de la Royal Navy HMS Ark Royal per atacar el cuirassat alemany Bismarck. La seva formació es va veure molt interrompuda pels núvols intensos i la pluja torrencial que va provocar una sèrie d'atacs a poc a poc. No obstant això, dos torpedes van colpejar el Bismarck, un dels quals va bloquejar el timó deixant el vaixell sense control direccional adequat. L'endemà, el Bismarck va ser enfonsat pels cuirassats i creuers britànics.
A les primeres hores del 13 de juny de 1941, dos Beaufort van trobar el creuer alemany Lützow davant de Noruega. El primer es va confondre amb un Junkers Ju 88 i va poder torpedejar el Lützow sense foc de retorn, deixant-lo fora de joc durant sis mesos. El segon va ser abatut per la defensa dels Messerschmitt Bf 109.

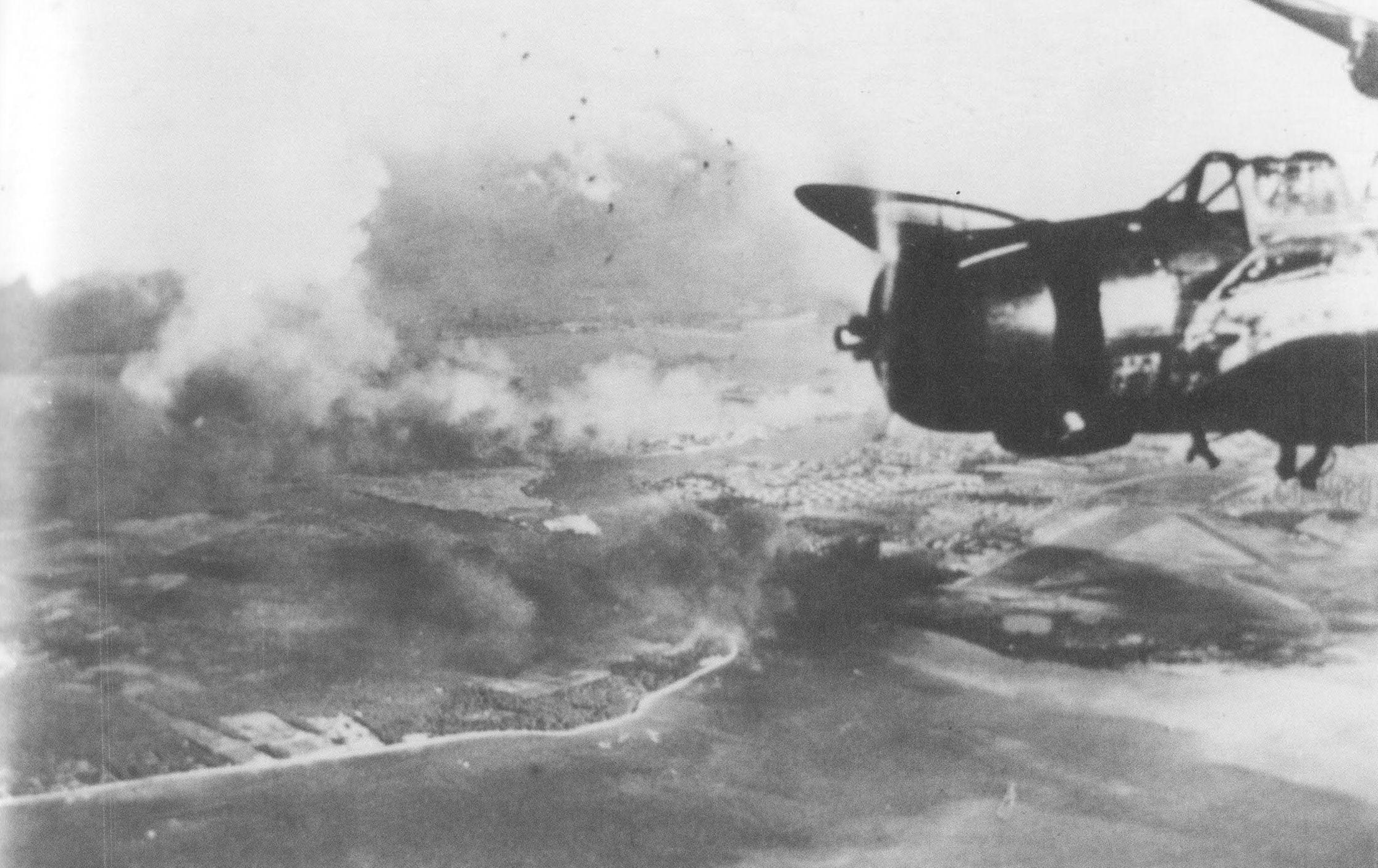
Un B5N japonès del Kaga atacant Pearl Harbor.

En l'atac a Pearl Harbor, la flota de sis portaavions de l'almirall Isoroku Yamamoto va llançar 40 torpederos Nakajima B5N2 Kate el diumenge 7 de desembre de 1941. Els japonesos van colpejar la flota del Pacífic dels Estats Units quan estava amarrada al port. Els torpediners coordinaven els seus atacs amb bombarders en picat; l'esforç combinat va enfonsar o danyar els vuit cuirassats que van trobar amarrats a Pearl Harbor. Els japonesos havien estudiat l'atac a Tàrent i havien practicat el llançament de torpedes tipus 91 especialment modificats a les aigües poc profundes del mar interior del Japó. El torpede Type 91 era considerablement més capaç que qualsevol altre al món en aquell moment, sent molt ràpid i fiable, a més de permetre una velocitat de llançament molt més alta des d'una altitud molt més gran que altres tipus. Només cinc Kate es van perdre en l'atac. En els mesos posteriors, els torpediners van ser responsables de l'enfonsament dels portaavions nord-americans Lexington i Hornet, i de danyar el Yorktown.
Durant la guerra, els torpediners japonesos (principalment el Nakajima B5N) van tenir un paper clau en la paralizació fatal dels portaavions USS Lexington (enfonsat com a resultat d'una explosió interna), USS Yorktown (enfonsat per un submarí japonès mentre era remolcat) i USS Hornet (abandonat i acabat per vaixells de superfície nord-americans i japonesos).
Tres dies després de l'atac a Pearl Harbor, l'almirall Sir Tom Phillips tornava a Singapur a bord del nou cuirassat HMS Prince of Wales després d'un intent infructuós d'impedir el desembarcament japonès a Malàisia. La seva flota incloïa el creuer de batalla de la Primera Guerra Mundial HMS Repulse i també hauria d'haver tingut el nou portaavions HMS Indomitable amb un esquadró de Sea Hurricanes. Però el portaavions es va retardar per a les reparacions després d'encallar al port de Kingston, Jamaica. Vuit bombarders de nivell bimotor Mitsubishi G3M Nell i 17 torpediners Nell van trobar les dues naus capitals sense cobertura aèria a plena llum del dia. Van anotar un sol impacte de bomba sobre el Repulse i un sol de torpede al Prince of Wales . El torpede va colpejar on l'eix de l'hèlix del port exterior sortia del casc i Prince of Wales va agafar 2.400 t (2.400 tones llargues; 2.600 tones curtes) d'aigua a través d'una glàndula de popa trencada. El cuirassat s'inclinava 12 graus a babord evitant que els canons antiaeri de 5,25 polzades del costat d'estribor baixessin prou per dissuadir més torpediners. Un segon esquadró, aquesta vegada de torpediners Mitsubishi G4M Betty, va atacar ara els dos vaixells. El Repulse havia esquivat 19 torpedes amb una direcció hàbil, però ara els G4M van atacar la proa des d'ambdós costats i van anotar un altre cop. En aquest punt, el Repulse va avisar per ràdio demanant caces defensius. Un esquadró de 10 Brewster Buffalos de la Royal Australian Air Force va arribar una hora més tard per veure com s'enfonsava el Prince of Wales. El Repulse ja s'havia enfonsat. Cada vaixell havia rebut l'impacte de quatre torpedes dels 49 disparats. Els japonesos van perdre quatre avions. Ni els G3M ni els G4M portaven armament defensiu, que havia estat despullat per ampliar el seu abast. La presència de caces aliats moderns per defensar les dues naus capitals podria haver donat lloc a un resultat diferent.

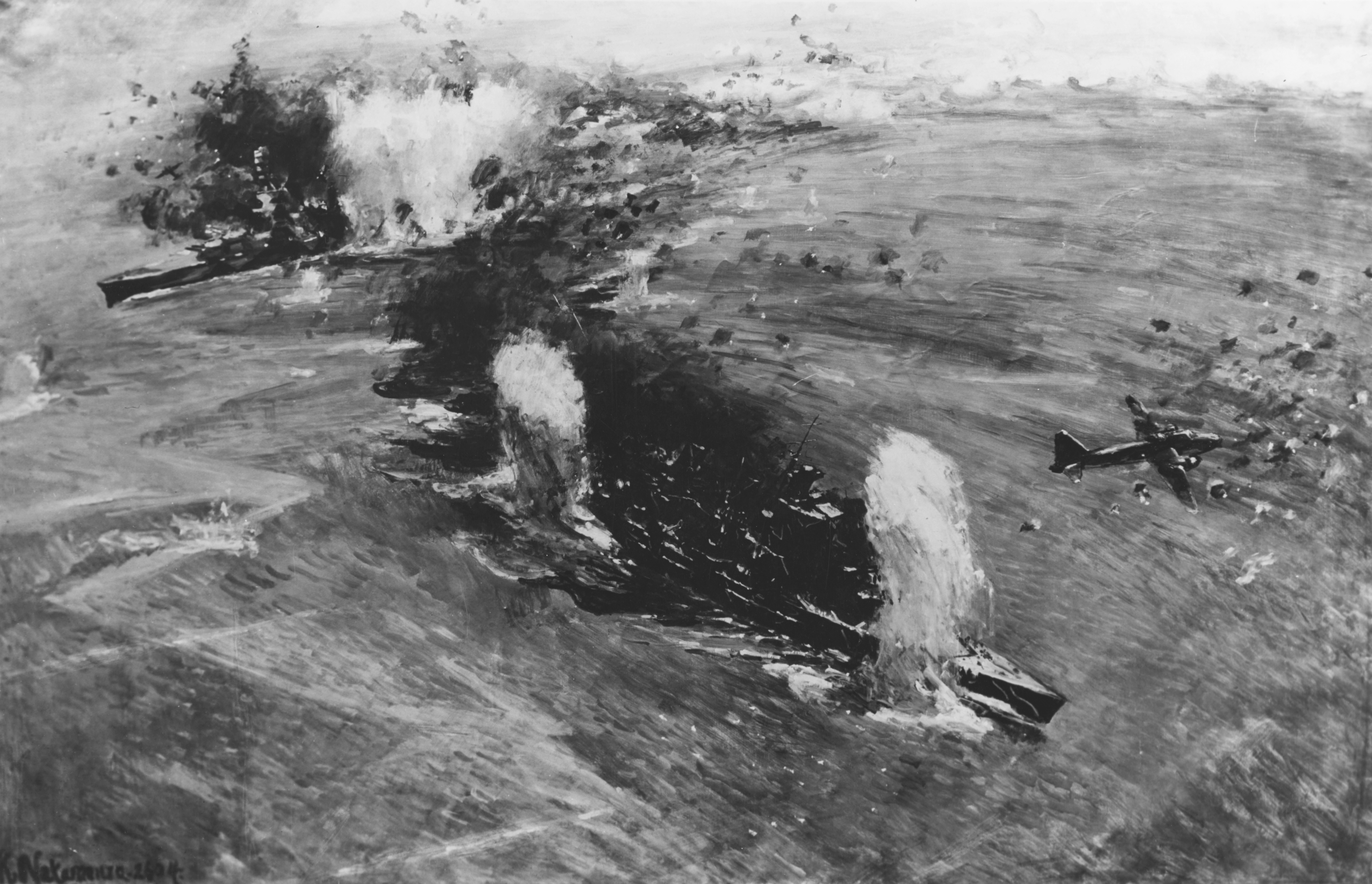
Una interpretació artística de l'enfonsament de l'HMS Prince of Wales i l'HMS Repulse

El 12 de febrer de 1942, Bristol Beauforts van ser enviats per interceptar el creuer alemany Prinz Eugen davant de Trondheim, Noruega. El Prinz Eugen havia acompanyat el Bismarck a l'Atlàntic, però va tornar a Brest. Per primera vegada, els Beaufort estaven acompanyats pels Bristol Beaufighters i els Bristol Blenheims. En una nova tàctica de la RAF, els Blenheim van actuar com a esquers, fent simulacions de torpedes, mentre que els Beaufighters, un desenvolupament del Beaufort equipat amb quatre canons de 20 mm, disparaven els artillers antiaeris. Això tenia la intenció de donar als Beaufort una clara carrera de torpedes. Tanmateix, cap dels 28 Beaufort va aconseguir un cop, i es van perdre tres avions.

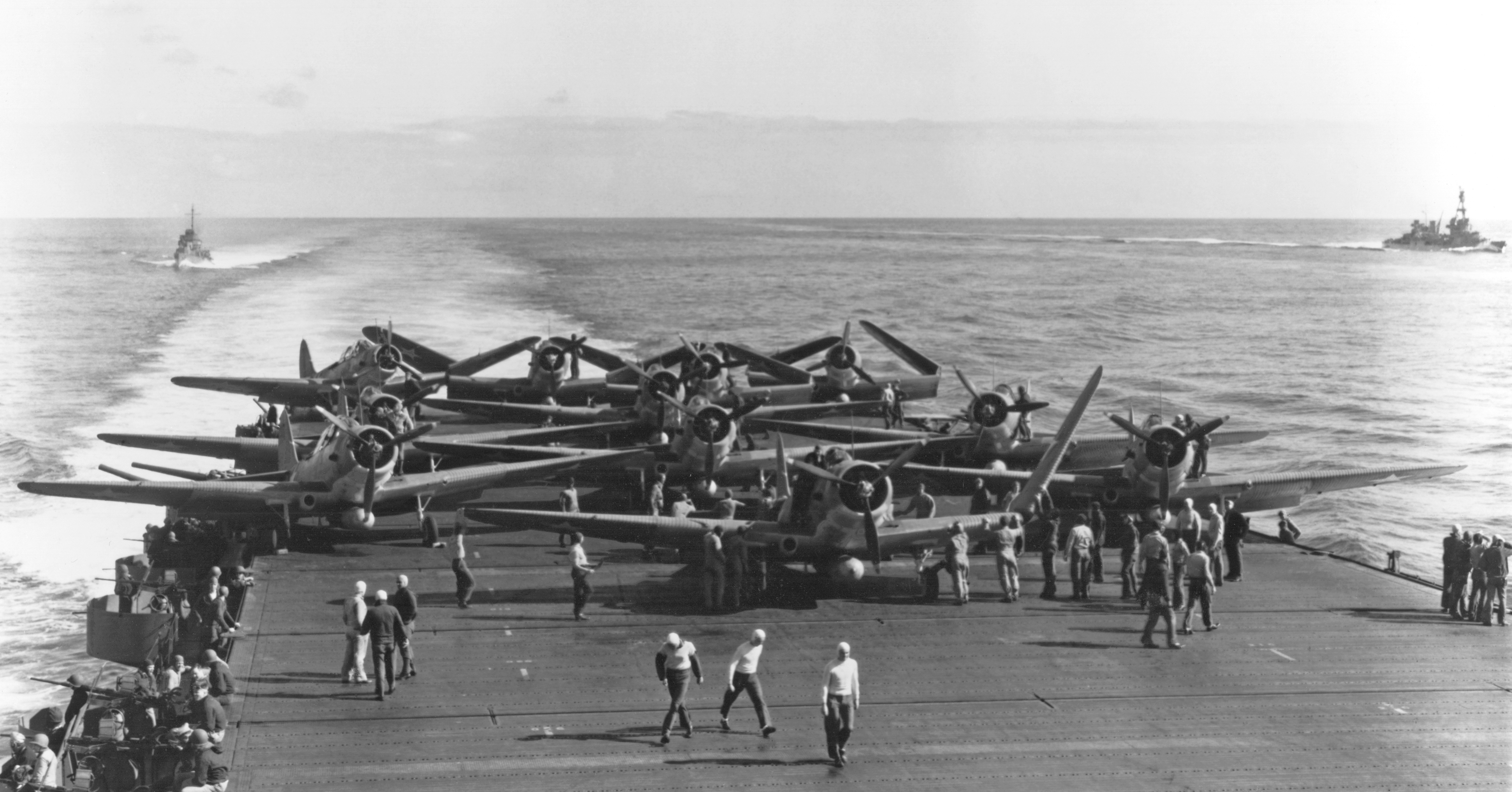
TBD Devastators a bord del USS Enterprise durant la Batalla de Midway

El bombarder torpediner estàndard de l'Armada dels Estats Units el 1942 va ser el Douglas TBD Devastator, que va volar per primera vegada el 1935 i es va embarcar en portaavions de la Flota del Pacífic el 1937. El 7 de maig de 1942, els Devastators van enfonsar el portaavions japonès Shōhō a la batalla del mar del Corall, però l'avió va fallar el portaavions Shōkaku el dia següent.
A la batalla de Midway el 4 de juny de 1942, 41 Devastators llançats des de tres portaavions nord-americans no van aconseguir un sol cop de torpede, i només sis avions van tornar, ja que la resta va caure en mans de les patrulles aèries de combat Mitsubishi A6M Zero i el foc antiaeri dels vaixells. Els atacs havien estat mal coordinats, però les sortides de Devastator van tenir el crèdit de treure els A6M Zeros defensors fora de posició, així com d'impedir que els portaavions japonesos llancen els seus avions, de manera que tres dels quatre portaavions van ser atrapats amb les cobertes de l'hangar plens d'avions armats i alimentats quan els bombarders en picat nord-americans van colpejar per sorpresa. No obstant això, el Devastator es va retirar immediatament del servei de primera línia. El successor del Devastator, el Grumman TBF Avenger, va arribar massa tard a Pearl Harbor per ser carregat als portaavions per a la batalla de Midway. No obstant això, sis van enlairar-se des de l'illa de Midway. No els va sortir millor, amb cinc perduts sense un sol cop.
Els Avengers van tenir més èxit a mesura que milloraven les tàctiques i els equips es van tornar més hàbils. El 24 d'agost de 1942, 24 Avengers van enfonsar el portaavions Ryūjō a la batalla de les Salomons Orientals. A Guadalcanal, els Avengers de la Marina i el Cos de Marines van ajudar a acabar amb el cuirassat Hiei, que havia perdut la direcció després de patir danys la nit anterior.
Els Beauforts també va tenir més èxit quan es van traslladar a Malta per atacar vaixells de guerra i transports italians. L'oficial de vol Arthur Aldridge va descobrir un comboi custodiat pel creuer pesant Trento el 14 de juny de 1942 a unes 200 milles (320 km) a l'est de Malta. Com en l'atac al Lützow, els Beaufort van ser confosos amb un Junkers Ju 88, i Aldridge va colpejar Trento amb el seu torpede; el vaixell va ser finalment acabat d'enfonsar pel submarí HMS Umbra (P35), que estava a prop.
A la batalla del mar de Sibuyan, amb poca o cap cobertura aèria japonesa oposada a ells, els avions portaavions nord-americans van concentrar la majoria dels seus atacs contra el Musashi, enfonsant-lo amb uns 19 torpedes que van provocar fortes inundacions que van impedir la seva enginyeria (els bombarders en picada també van aconseguir uns 17 impactes de bombes), mentre que un torpedo aeri va danyael el creuer  Myōkō, que no va ser mai reparat per al creuer pesat. resta de la guerra.

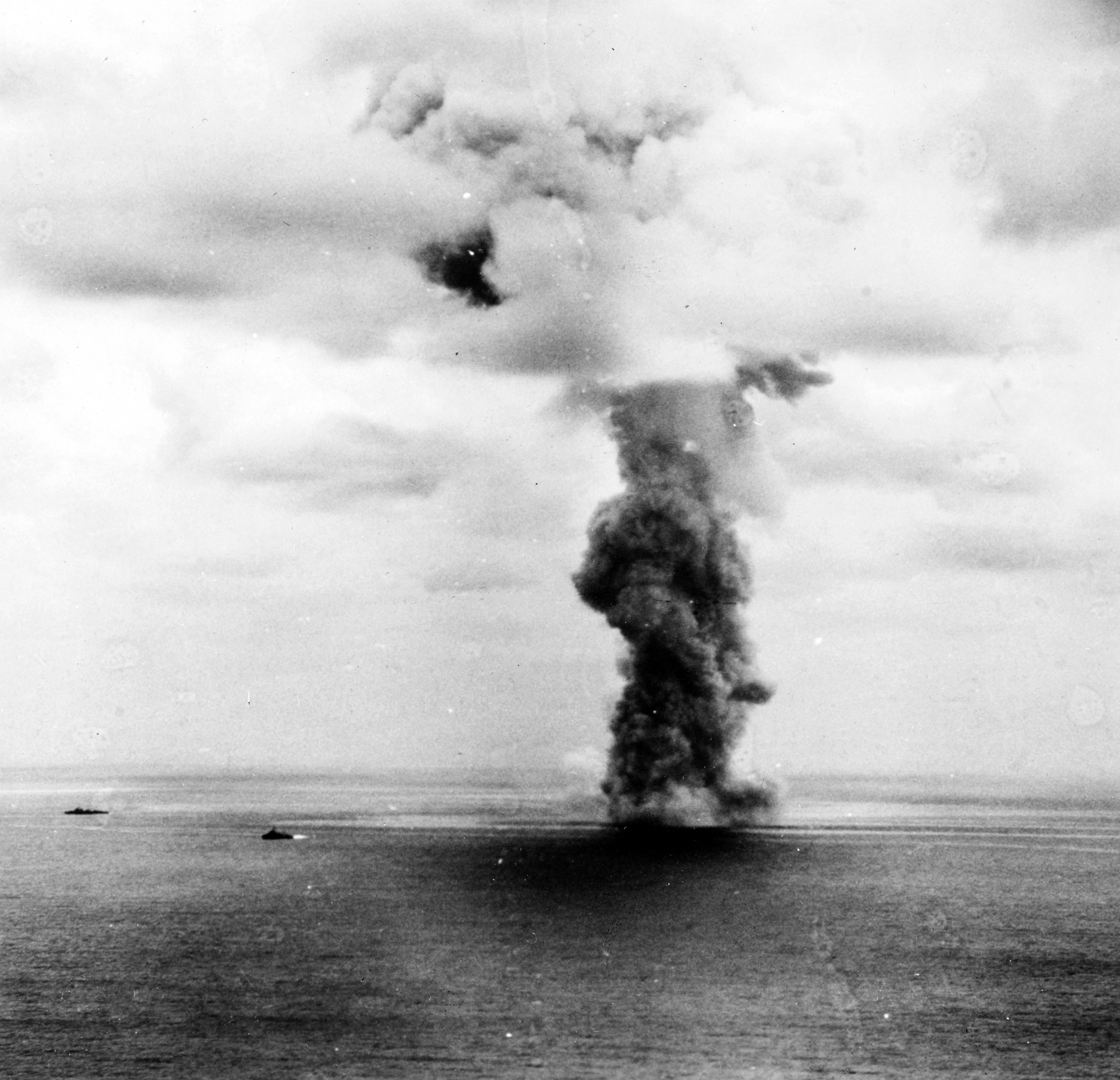
Explosió del cuirassat Yamato després de ser atacat per avions de la Marina dels Estats Units

L'acció va continuar al Pacífic, on va tenir lloc l'últim atac notable de torpediners el 7 d'abril de 1945. Els Avengers del Yorktown estaven buscant entre Okinawa i Honshu el cuirassat japonès Yamato, que estava escortat per creuers i destructors. La seva missió era encallar a Okinawa per proporcionar artilleria pesada flotant per a les tropes defensores en l'esperada invasió marítima aliada. Els seus canons de 18,1 polzades podrien haver creat estralls entre les fràgils embarcacions de desembarcament. El Yamato i el seu germà el Musashi eren els cuirassats més grans i poderosos del món. L'esquadró liderat pel tinent Tom Stetson va trobar el creuer, que era l'objectiu principal, ja s'enfonsava, de manera que es van desprendre sis avions per atacar el Yamato. Un en el qual Frederick E. Wicklund era l'artiller de cua i l'operador de radar/ràdio es va deslligar de la formació mentre s'escalava en una gran cobertura de núvols. El pilot, el tinent Grady Jean, va preguntar a cada tripulant per torn si volia fer un atac en solitari, que probablement es suïcida. La tripulació va remetre la decisió al patró, que va esquivar amb habilitat el foc antiaeri i les esquitxades d'obusos de 18 polzades dels grans canons del Yamato per alliberar el seu torpede. Wicklund havia recordat d'una sessió informativa que el Yamato tenia butllofes de torpedes a una profunditat de 22 peus (6,7 m), així que es va arrossegar cap al fuselatge per restablir la profunditat de funcionament del torpede des dels 10 peus (3,0 m) preestablerts per al creuer a 23 peus (7,0 m). Més tard va explicar que no va sentir cap ordre per fer-ho i va dubtar si els altres cinc avions ho havien fet. En el seu cas, els seus torpedes haurien esclatat de manera inofensiva contra les butllofes. Un tripulant va fotografiar l'explosió, en què els residus van pujar fins a una altitud de 300 peus (91 m). Possiblement un torpede havia colpejat l'emmagatzematge de combustible. El Yamato es va bolcar i es va enfonsar, amb la pèrdua del 90 per cent de la tripulació. El Yorktown va perdre deu avions i dotze tripulants. Tots els pilots implicats en l'atac van ser guardonats amb la Creu de la Marina i tots els tripulants amb la Creu dels Vols Distingits.

### Substitució i obsolescència
Els torpedes que s'utilitzaven a principis del segle xx viatjaven sota l'aigua a uns 40 nusos (74 km/h; 46 mph), una velocitat fàcilment igualada pels destructors i fins i tot els cuirassats ràpids que podien fer 32 nusos (59 km/h; 37 mph). En conseqüència, un capità hàbil sovint podia evadir els torpedes. Per exemple, quan l'HMS Repulse va ser atacat el 10 de desembre de 1941, va evitar 19 torpedes, abans que els avions japonesos ataquessin simultàniament des dels dos quarts de proa.
Caltech va desenvolupar el coet d'avió d'alta velocitat "Holy Moses" de 5 polzades (130 mm), amb una ogiva de 24 lliures (11 kg) per a la Marina dels Estats Units. Va ser traslladat a Europa per utilitzar-lo el dia D i posteriorment va ser utilitzat per avions de la Marina al Pacífic.

#### Avions d'atac/atac multifunció

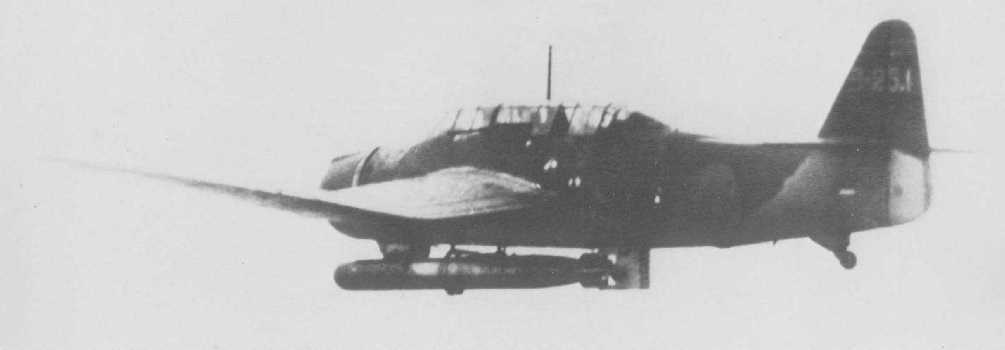
Un bombarder torpediner en picat japonès B7A Ryusei (Comet).

Al començament de la Segona Guerra Mundial, la tecnologia dels avions havia augmentat fins al punt que els torpediners especialitzats ja no eren necessaris.
Els dissenys multifunció sovint s'adaptaven de qualsevol dels dos: bombarders en picat monomotor basats en portaavions com l'Aichi B7A Ryusei, el Curtiss SB2C Helldiver i el Fairey Barracuda,, o; bombarders lleugers/avions d'atac bimotors terrestres , com el Bristol Beaufighter, Douglas A-20C (Boston IIIA), Junkers Ju 88 o el Tupolev Tu-2.

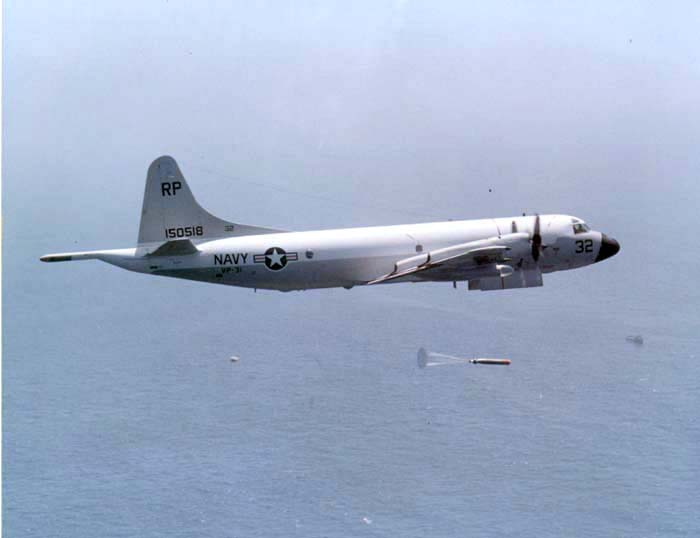
Un P-3 Orion llançant un torpede antisubmarí

A mesura que avançava la guerra, també van sorgir dissenys d'un sol seient, ometent els papers de tirador, bombarder/apuntador de bombes i/o observador.
Aquesta configuració va ser afavorida per la Marina dels Estats Units, en particular, i incloïa el Martin AM Mauler i el Douglas A-1 Skyraider, tots dos podien portar fins a tres torpedes. Un altre concepte, el caça torpeder, també conegut com el caça d'atac, tenia la intenció de tenir també capacitats de superioritat aèria, quan no portava o havia deixat caure el seu torpede. No obstant això, els requisits radicalment diferents d'aquests dos rols van crear limitacions de disseny que van fer difícil que un disseny únic superés en tots dos. Mentre que alguns caça torpedes es van posar en producció, com ara el Fiat G.55S i el Blackburn Firebrand, poques vegades van llançar torpedes a vaixells enemics.
A partir de 1946, la Marina dels Estats Units va descartar oficialment les seves designacions separades per als bombarders en picat i torpediners, i va introduir una única designació "Atac", similar a la que ja utilitzava la USAAF. Per contra, els serveis aeris navals del Regne Unit i d'altres països de la Commonwealth, van persistir amb torpediners especialitzats com el Grumman Avenger fins a principis dels anys 60.
Tot i que la importància dels torpedes llançats per l'aire va disminuir, en relació amb els míssils antinaus, durant la Guerra Freda i posteriorment, van ser retinguts per molts serveis aeris i ara són lliurats generalment per avions de guerra antisubmarina i patrulla marítima .

## Tàctiques

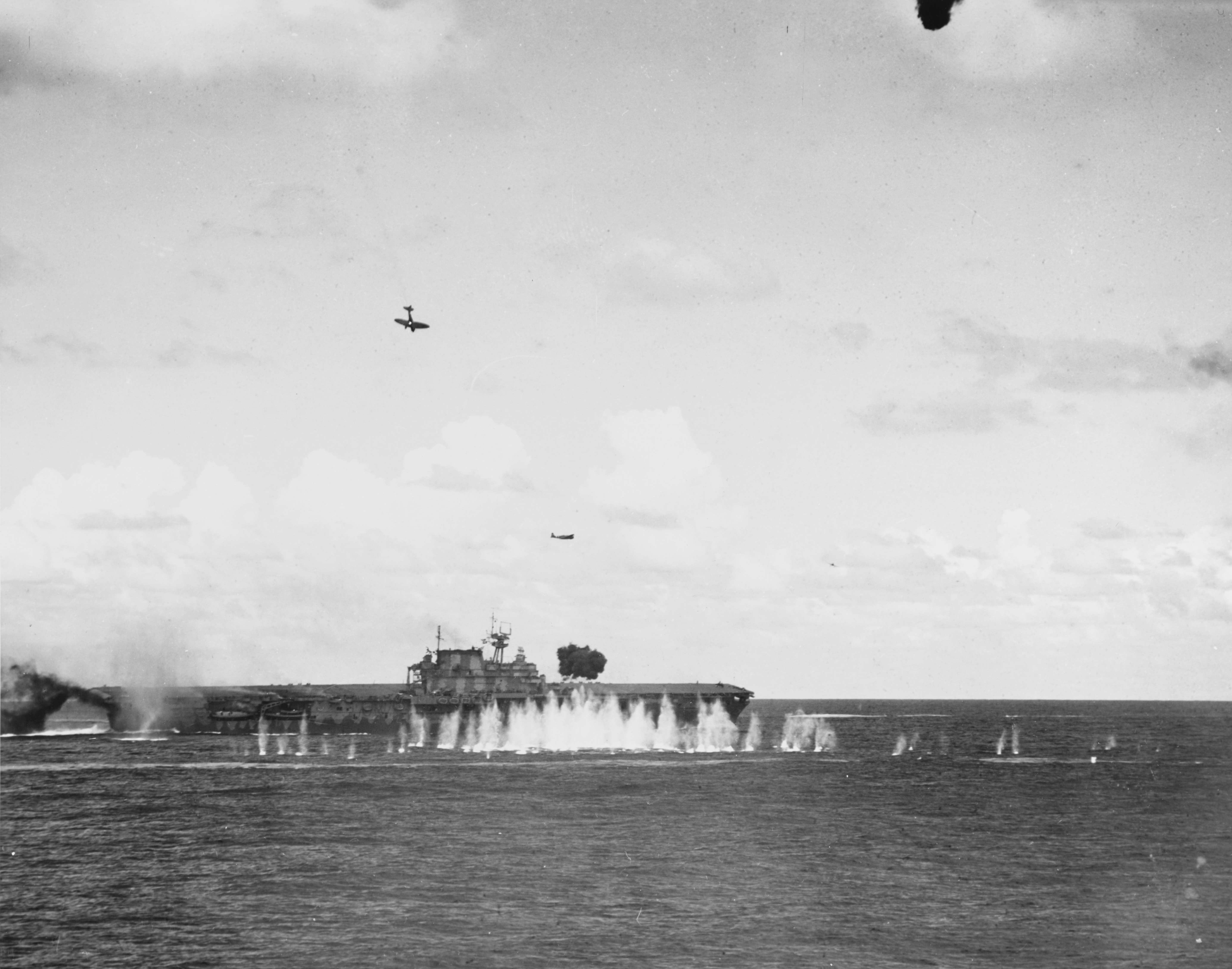
L'atac coordinat japonès contra l'USS Hornet durant la batalla de Santa Cruz

Una limitació crucial d'un torpediner era que havia de fer un recorregut llarg i recte a una altitud constant de 30 m (98 peus) cap a la nau objectiu abans de llançar el seu torpede. Els torpedes eren armes molt complicades i eren propensos a patir danys en aterrar a l'aigua, sobretot en onada; idealment estaven dirigits al fons d'una onada, però això era difícil d'aconseguir a la pràctica.
Durant una carrera de torpedes, els avions atacants eren objectius fàcils per defensar els caces de la patrulla aèria de combat. A més, els avions torpediners també eren molt vulnerables al foc antiaeri.

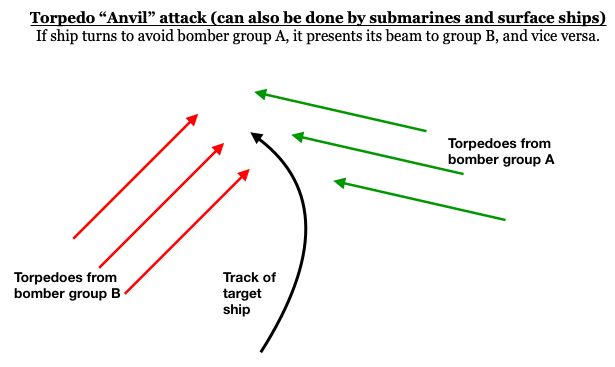
Atac amb torpedes "Anvil"

A la dècada de 1930, l'Armada Imperial Japonesa va desenvolupar la millor manera perquè els torpediners aconsegueixessin un impacte. Van utilitzar un "atac d'enclusa", en el qual dos grups d'avions torpedes es van apropar a la proa de la nau objectiu des del darrere amb un angle d'uns 45 graus, un a cada costat de la nau. Els torpedes s'havien de llançar a la mateixa distància del vaixell; això hauria assegurat un cop sense importar on intentés maniobrar el vaixell. A la pràctica, aquest tipus d'atac era difícil de coordinar i, per tant, extremadament rar. En general, les patrulles aèries de combat i el foc antiaeri trencaven ràpidament les formacions d'avions que s'acostaven, forçant cada avió a atacar pel seu compte. A Pearl Harbor, els vaixells estaven alineats i bàsicament estacionaris, de manera que la primera onada d'atac de 40 torpediners armats amb torpedes tipus 91, de 183 avions, va poder colpejar els vaixells a banda ampla, ja que els defensors van ser agafats per sorpresa.
Els torpediners es van utilitzar millor com a part d'un atac coordinat amb altres tipus d'avions. Per exemple, durant l'atac al cuirassat Yamato, avions de caça van metrallar el vaixell amb metralladores per suprimir el seu foc antiaeri, mentre que els bombarders en picat intentaven causar estralls i causar danys a la part superior, deixant així els torpediners sense ser molestats en els seus atacs.
Un altre exemple, durant l'atac al cuirassat Musashi, els avions de caça van ametrallar el vaixell amb metralladores per suprimir el seu foc antiaeri, mentre que els bombarders en picat van causar danys importants a la part superior. Té la distinció de rebre 19 torpedes i 17 bombes abans d'enfonsar-se.
Tanmateix, si els atacants no aconseguien la superioritat aèria o la sorpresa, els torpediners patien grans pèrdues, independentment de si el tipus era obsolet o no. Això s'exemplifica millor a la batalla de Midway, on els bombarders en picat del Grup Aeri Vuit van perdre els portaavions japonesos.  El Torpedo Squadron 8 (VT-8, del Hornet), dirigit pel tinent comandant John C. Waldron, va albirar els portaavions enemics i va atacar sense cap coordinació amb bombarders en picat o coberta de caces. Sense escorta de caces, tots els TBD Devastator del VT-8 van ser abatuts sense causar cap dany, sent l'Ensign George H. Gay, Jr. l'únic supervivent. El VT-8 va ser seguit pel Torpedo Squadron 6 (VT-6, de l'Enterprise). El VT-6 va tenir gairebé la mateixa sort, sense cap èxit per mostrar pel seu esforç. El Torpedo Squadron 3 (del Yorktown) va seguir la mateixa rutina, tot i que el VT-3 tenia sis escortes de caces Grumman F4F Wildcat. La patrulla aèria de combat japonesa, que emprava  Mitsubishi A6M2 "Zeros", molt més ràpids, va poder eliminar els torpediners TBD sense escolta, lents i poc armats. Uns quants TBD van aconseguir arribar a un rang d'eslora de vaixells dels seus objectius abans de deixar caure els seus torpedes.
A la batalla de les illes Santa Cruz de 1942, el Nakajima B5N Kate , tot i estar en servei des de 1935, va tenir un paper clau en l'enfonsament de l'USS Hornet , mentre que els nous torpediners Grumman TBF Avenger no van aconseguir colpejar un portaavions de la flota.
Quan els objectius eren vaixells capaços de maniobrar a gran velocitat i, per tant, molt més difícils de colpejar, els torpedes van resultar menys efectius, excepte en els casos en què les tripulacions que els llançaven estaven especialment ben entrenades. Tot i així, fins i tot un sol cop de torpede contra un vaixell de guerra enemic podria paralitzar-lo de manera decisiva, especialment en el cas dels vaixells sense cinturó blindat (els creuers i portaavions sovint tenien butllofes de torpedes, però aquestes no eren tan extenses com les dels cuirassats). Fins i tot als cuirassats fortament blindats, no hi havia res per protegir el timó i les hèlixs a popa, com es va demostrar en els casos del Bismarck, el Prince of Wales i el Repulse, i pocs tenien el cinturó de protecció estès fins a les extremitats, i un forat fet a la proa es podia forçar més ample per la pressió de la sivella interna i l'aixafament de l'aigua contra la qual es podia aixafar, com va succeir amb el Musashi i el Yamato.

## Notables pilots de torpediners
- Carlo Emanuele Buscaglia
- George H. W. Bush
- Kenneth Campbell
- Charles Edmonds
- Eugene Esmonde
- Mitsuo Fuchida
- George H. Gay, Jr.
- John Kelvin Koelsch
- John Moffat
- Ulvert M. Moore
- John C. Waldron